# Política 2.0
La política 2.0 es el entorno político virtual o digital que se desenvuelve en Internet, preferentemente en medios bidireccionales como foros, blogs y redes sociales, y que permite participación e interacción entre ciudadanos y políticos. Con esta política los votantes se vinculan, participan y son escuchados. En el medio digital ya no se conoce al militante como tal, se le ha dado la categoría de activista de una propuesta, es un ciberactivista.
Internet está considerado cada vez más como una fuente de noticias donde los usuarios buscan y comparten información de manera constante. Por ello, las redes sociales se perciben como medios potentes que pueden influir en la opinión pública y también como una gran ayuda para decidir a quién votar. 
El punto principal es saber aprovechar las nuevas tecnologías. Aunque nunca se podrá saber realmente quién votará a quién, se puede hacer un buen seguimiento del comportamiento de los votantes potenciales: se puede saber quienes están trabajando activamente en la campaña, quienes están trayendo más voluntarios, y quienes realmente no son miembros activos, ya que las nuevas tecnologías ayudan a mantener la información actualizada casi al instante y los medios disponibles para todo aquel que quiera colaborar.
"Hay que diferenciar claramente lo que significa la Política 2.0 y la influencia de las nuevas tecnologías en la vida cotidiana de los ciudadanos. Internet irrumpió en la vida cotidiana cambiando las formas de relacionarse, no solo de comunicarse, sino de relacionarse entre amigos, parientes, parejas, colegas, etc. Las nuevas tecnologías y la irrupción de las redes sociales están configurando una nueva sociedad, nuevas identidades personales que se retroalimentan entre la vida “online” y la vida “offline” de cada uno de nosotros. Esto hace que no sea una moda, sino un nuevo paradigma, una nueva forma de vivir", afirma el especialista y consultor de política 2.0, José Fernández-Ardáiz.
Esto supone un cambio en la relación de los partidos políticos con la ciudadanía y también en la propia estructura y prácticas de los partidos políticos. Ahora los políticos además de buscar la movilización ciudadana, buscan hacer de sus ideas lo esencial de sus campañas. Su imagen de líder cercano es el producto a vender y despliegan sus estrategias en línea con nuevos formatos.
Ezequiel Rambay en su blog POLÍTICA 2.0 menciona que "la política 2.0 si bien ha cambiado la forma de comunicación política, también ha generado el medio más influyente de denuncia social hacia las autoridades". El resultado de este nuevo entorno es una población que rescata el derecho a la libertad de expresión y libertad de información.

## Audiencia Activa
Antes de Internet, particularmente antes del boom de las redes sociales la mayoría de personas solo actuaban como receptores de información política y su participación era limitada o nula, a este tipo Audiencia se la conoce como Audiencia pasiva. Con el advenimiento del Internet la mayoría de personas ahora tienen la capacidad de interactuar generando una comunicación directa con el emisor de información.

## Principios
- Transparencia
- Comunicación Activa
- Partición[3]

## Manifestaciones
La política 2.0 ha permitido compartir el pensamiento político que en muchos casos es un acto de apoderamiento de diferentes representaciones o personajes políticos. El alto poder de convocatoria de estos individuos genera una movilización de persona con similares sentimiento a favor o en contra de una gestión. En muchos casos el rechazo generalizado hacia un levantamiento que culmine en manifestaciones que crecer exponencialmente a medida que los requerimientos no son atendidos

### Movimiento 15M
En plena campaña electoral de las elecciones municipales y autonómicas de mayo de 2011 en España surgió un movimiento cívico no ligado a ningún partido político a través de las redes sociales. El alcance de este movimiento político surgido en la web 2.0 está aún por ver

### Venezuela
En un ambiente de aparente censura, destaca la comunicación en las redes sociales.

## Elecciones estadounidenses de 2008
El exsenador y excandidato a la Vicepresidencia John Edwards lanzó su precandidatura para las elecciones presidenciales de 2008, un día antes de lo previsto, en el portal YouTube. Lo que no es tan conocido, es que el éxito mediático de la iniciativa fue fruto de un error de sus colaboradores mientras realizaban unas pruebas en la Red. Sin embargo, gracias a este error John Edwards protagonizó un paso muy importante para la nueva política 2.0 y utilizó con mucha eficacia los recursos de la web 2.0: foto, audio, vídeos o podcast.
Hillary Clinton anunció también en primicia con un vídeo colgado en su página web, y ahora presente en YouTube, su precandidatura en la carrera presidencial estadounidense.

### Barack Obama
Sin embargo, el mayor beneficiario de la política 2.0 ha sido sin duda Barack Obama. Varios analistas y periodistas llegan a la conclusión que su estrategia digital ha sido un elemento clave para lograr la victoria.
El marketing viral y el uso de sitios como Youtube ha marcado de manera espectacular la campaña del candidato de los Demócratas. El vídeo de lanzamiento de su candidatura ha logrado ser visto por más de 17 millones de internautas en pocos días después de su publicación. 
Obama logró obtener mayores ingresos gracias a la Red. En total recaudó más de 600 millones de dólares. Por otro lado, el haber sabido dirigirse a los jóvenes mediante redes sociales, tales como Facebook, Twitter... han hecho también la campaña de Obama efectiva. 
Por ahora esta campaña solo genera masa crítica, o sea, mucha gente que lo sigue y que está al tanto de lo que dice. Pero todos y cada uno de ellos son potenciales votantes, al estar ya tan involucrados en esto.